# Maun
Maun é uma cidade do Botswana localizada no Distrito do Noroeste que possuía uma população estimada de 60 263 habitantes em 2011. Portanto, é a cidade mais populosa em seu distrito e a quinta no país.